# Hotel zum wilden Mann

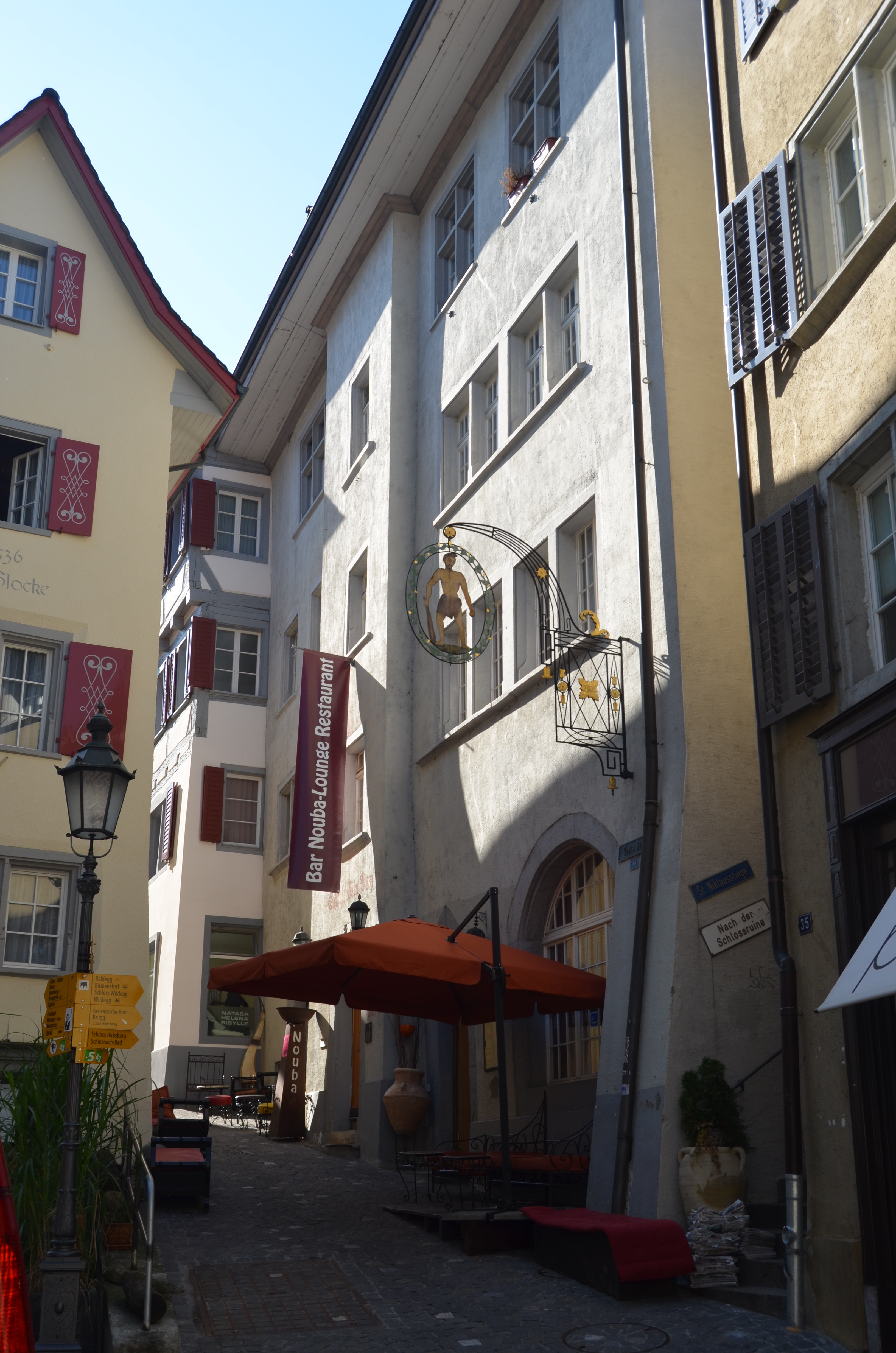
Seitenansicht

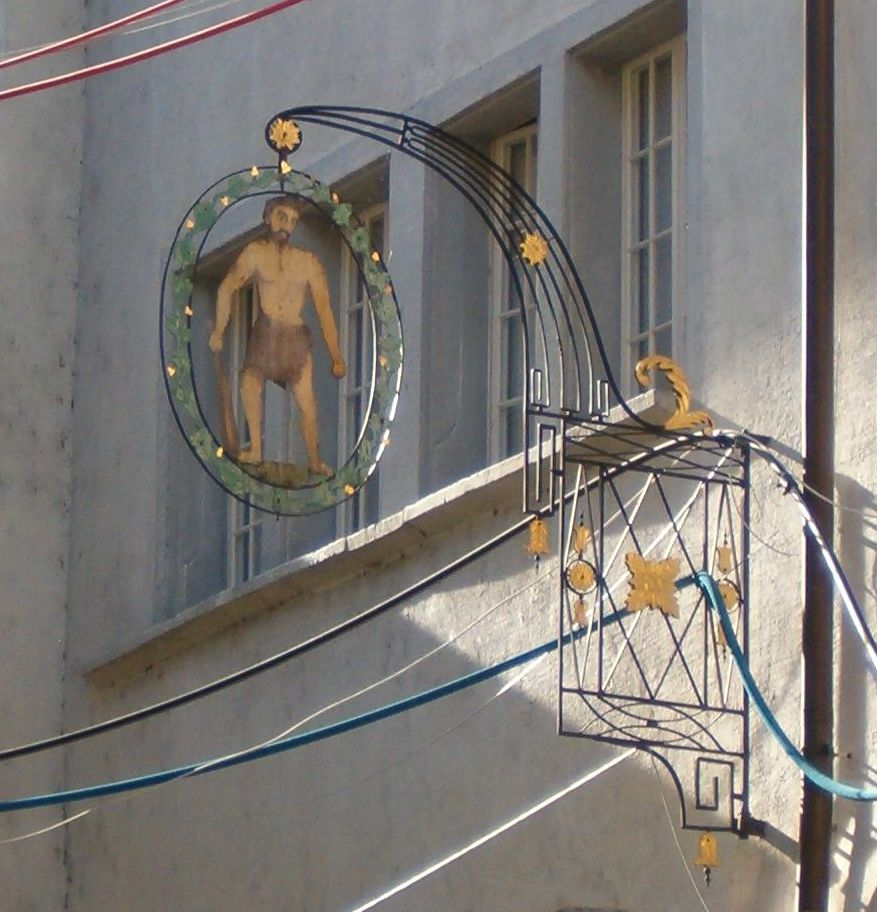
Wirtshausschild

Das Hotel zum Wilden Mann ist ein ehemaliges Hotel in Baden im Kanton Aargau. Es steht an der Oberen Gasse in der Altstadt und ist als eines der bedeutendsten Bürgerhäuser Badens ein Kulturgut von nationaler Bedeutung.

## Gebäude
Der grossvolumige Mauerbau entstand am Übergang zwischen Spätmittelalter und Renaissance. Seine Entstehungsphasen sind an seinen Aussenfronten und vor allem in der inneren Raumstruktur erkennbar. Sein mächtiges Sparrendach stammt vermutlich aus dem 17. Jahrhundert, die zur Oberen Gasse orientierte Hauptfassade aus der Zeit um 1600. Ein risalitartig vorstehendes Gehäuse, versehen mit dem Allianzwappen Angeloch-Tamman und der Jahreszahl 1600, enthält eine Wendeltreppe und durchbricht die vier durch spätgotische Fenster belichteten Geschosse. Das Erdgeschoss umfasst in den seitlichen Partien ein rundbogiges und ein kielbogogiges Portal sowie ein breites Segmentbogenfenster. Die Fenster im dritten Obergeschoss weisen Kreuzstöcke auf. An der Fassade ragt ein Wirtshausschild im Louis-seize-Stil hervor.
Im Innern erhalten geblieben sind profilierte Balkendecken aus der Zeit um 1600, ebenso zahlreiche Fragmente von Wandmalereien. Aus dem Jahr 1559 stammt eine gemalte Darstellung eines grüssenden Pilgers im Westzimmer des ersten Obergeschosses, während im östlichen Zimmer eine oktogonale spätgotische Fenstersäule zu finden ist. Das darüber liegende Fenster des zweiten Obergeschosses wird von einer um 1600 entstandenen Säule in üppigen Renaissanceformen geteilt, deren Schaft von Akanthusblättern umschlossen und mit Maskenköpfen und Fruchtgirlanden besetzt ist. Um das Jahr 1700 schmückte man die segmentbogigen Laibungen mit barocken Stuckaturen. Vermutlich vom Maler Durs von Ägeri in der ersten Hälfte des 16. Jahrhunderts geschaffen, zeigt im Westzimmer des zweiten Obergeschosses stellt eine wandfüllende Rankenmalerei eine Allegorie der Justitia dar. Die spätgotische ornamentale Bemalung der Balkendecke in diesem Zimmer stammt aus dem späten 17. Jahrhundert.

## Geschichte
Den Kern des Gebäudes bildet ein vermutlich im 13. Jahrhundert errichteter und im frühen 14. Jahrhundert nach einem Brand wiederaufgebauter Wohnturm. In schriftlichen Quellen erschien das Haus erstmals Mitte des 15. Jahrhunderts unter dem Namen «zum wilden Mann». Im Zuge einer Renovation in der ersten Hälfte des 16. Jahrhunderts wurden einige Wohnräume mit Wandmalereien geschmückt, die teilweise in Fragmenten erhalten geblieben sind. Das Ehepaar Angeloch-Tamman liess das Haus um 1600 durchgreifend umbauen; die Arbeiten umfassten einen Treppenturm, die Neubefensterung der Hauptfassade und die Umgestaltung der Innenräume. Durch den gleichzeitigen Bau eines Festsaals im dritten Obergeschoss erreichte das Haus sein heutiges Volumen. Um 1700 wurden einige Innenräume neu ausgeschmückt, um 1800 erfolgten grössere bauliche Eingriffe im Zusammenhang mit der Umwandlung zu einem Gasthaus.
Das nun als Hotel «zum wilden Mann» genutzte Gebäude wurde im späten 19. und frühen 20. Jahrhundert wurde an der Gassenseite mindestens zweimal mit verschiedenen Fassadenmalereien geschmückt. Seit 1947 steht es unter Denkmalschutz. Zehn Jahre später erfolgte eine weitere Renovation mit wenigen Eingriffen an der Substanz des Hauses. Im Rahmen einer umfassenden Erneuerung legte man 1985/86 Wandmalereien aus verschiedenen Bauphasen und auch Balkendecken frei. Die als Restaurant genutzten Säle im ersten Obergeschoss baute man 2007 zu drei Wohnungen um.